# Detlef Reventlow
Detlev Reventlow (* am 4. oder 27. April 1600 in Ziesendorf; † 13. August 1664 in Futterkamp, begraben im Schleswiger Dom) war ein dänischer Geheimer Rat und Deutscher Kanzler.

## Ausbildung
Detlev Reventlow entstammte dem in Schleswig-Holstein, Mecklenburg und Dänemark verzweigten Adelsgeschlecht Reventlow und war ein Sohn von Henning (Hennecke) Reventlow (* 1551; † 3. März 1624) und dessen zweiter Ehefrau Sophie, geborene von Sperling (* 1578; † 25. März 1636). Der Vater war Gutsherr auf Ziesendorf, Brockhusen und Reetz und stand von 1573 bis 1606 in dänischen Diensten. Die Vorfahren mütterlicherseits waren Cord von Sperling und dessen Ehefrau Mette, geborene von Stralendorff.
Reventlow bekam zunächst Unterricht von einem Hauslehrer. 1611 besuchte er die Lateinschule in Neubrandenburg. Im selben Jahr schrieb er sich an der Universität Greifswald ein. Ab 1615 studierte er drei Jahre an der Universität Rostock. 1618 wechselte er für ein dreijähriges Studium nach Straßburg. Die folgende Studienreise durch Europa endete 1624 aufgrund des Todes seines Vaters, der ihn zur Rückkehr in die Heimat zwang. Im selben Jahr trat er als Kammerjunker in den Dienst des Herzogs Adolf Friedrich I.
Einige Jahre später wechselte Reventlow zu Erzbischof Johann Friedrich von Schleswig-Holstein-Gottorf, für den er mehrere diplomatische Aufträge ausführte: 1627 besuchte er den Kurfürsten von Sachsen in Dresden und den Hof des Königs in Wien. 1628 traf er die Feldherren Tilly und Wallenstein, 1630 nahm er am Kurfürstentag in Regensburg teil.

## Wirken in dänischen Diensten
Ende 1632 verpflichtete König Christian IV. Reventlow als Geheimen Rat und Deutschen Kanzler, der sich insbesondere der Außenpolitik annehmen sollte. Reventlow übernahm in der Folgezeit zahlreiche bedeutende Verhandlungen mit deutschen Regierenden. Im Dezember 1632 reiste er von Lübeck nach Dresden. Hier wollte er den Kurfürsten von Sachsen davon überzeugen, dass er das Bündnis mit Schweden beenden und einen Sonderfrieden mit dem Kaiser schließen solle. Anschließend kontaktierte er zu diesem Thema Kurfürst Maximilian von Bayern und Wallenstein. Wenige Monate nach dem Ende der Verhandlungen musste er erneut nach Dresden reisen. Hier verhandelte er die Verlobung des dänischen Kronprinzen Christian V. mit Magdalena Sibylle von Sachsen.
Ende 1634 reiste Revetlow mit Friedrich III., dem zweiten Sohn Christians IV., in das Erzbistum Bremen, wo der Bischof verstorben war. Reventlow verhandelte mit schwedischen Repräsentation, die Friedrichs Wahl zum neuen Erzbischof sicherstellten. In der Folgezeit lebte Reventlow überwiegend in Glückstadt. Von hier verhandelte er in den Jahren von 1639 bis 1642 den Friedensschluss zwischen den Dänen und Vertretern des Kaisers in Hamburg mit. 1643 bemühte er sich gemeinsam mit Christian von Pentz um einen Vergleich mit Hamburg bezüglich des Elbzolls, blieb jedoch erfolglos. Bei Ausbruch des Torstenssonkrieges ging Reventlow von Glückstadt nach Kopenhagen, wo er erneut die Deutsche Kanzlei leitete.
1644 leitete Reventlow Gespräche mit Gesandten aus den Niederlanden, Frankreich und des Kaisers, die kriegsbedingt nach Kopenhagen gekommen waren. 1646 gelang ihm die Vereinbarung, dass die Erbfolge der Grafschaften Oldenburg und Delmenhorst an den dänischen König überging. 1647 reiste er letztmals nach Sachsen, von wo aus er den Leichnam des verstorbenen Thronfolgers Prinz Christian nach Dänemark überführte.
Reventlow genoss als fleißiger Unterhändler hohes Ansehen bei Christian IV. Dieser kontaktierte ihn häufig und versuchte, ihn angemessen zu entlohnen. 1639 gab er ihm das norwegische Amt Romsdal als Lehen, das er bis 1646 übernahm. 1642 wurde Reventlow Amtmann von Hadersleben. Da Reventlow keinen Wohnsitz in den Herzogtümern besaß, hatte er seinerzeit kein Anrecht auf ein solches Privileg. Daher protestierten die schleswig-holsteinischen Ritter, aber wohl auch, weil Reventlow entschieden die Interessen der Monarchen vertrat. Christian VI. revidierte seine Entscheidung dennoch nicht.
Nach dem Tod Christians IV. und der Amtsübernahme durch Herzog Friedrich wollte dieser die Konflikte mit den Rittern beilegen. Er entließ Reventlow daher umgehend aus dem Amt. Da Reventlow auch Feinde in Kopenhagen hatte, endete seine Zeit als Kanzler umgehend. Ein Versuch, ihn im Februar 1649 wieder zum Kanzler zu machen, scheiterte. Im selben Jahr zeigte er sich bereit, in schwedische Dienste zu treten, erhielt jedoch keine entsprechende Stelle. Reventlow wohnte bis Lebensende relativ zurückgezogen auf seinen Besitzungen. Er hatte das Gut Reetz in Mecklenburg geerbt; 1642 hatte ihm Christian IV., wahrscheinlich in Bezug auf die Beförderung zum Amtmann, das Gut Neuhof geschenkt. Das benachbarte Futterkamp hatte er 1648 zusätzlich gekauft.

## Politische Einordnung
Reventlow galt bei Zeitgenossen als begabt, gebildet und integer. Adelige seines Typs waren zu dieser Zeit in Dänemark noch relativ selten vertreten. So stellte er sich als sachkundiger Beamter in den Dienst eines Fürsten, entwickelte jedoch keinen Ehrgeiz, politisch selbst tätig zu werden. Er festigte somit die Herrschaft seines Fürsten. Da die schleswig-holsteinische Ritterschaft die Macht der Stände erhalten wollte, kann nicht verwundern, dass sie gegen Reventlows Ernennung zum Amtmann vorgingen, die den geltenden Privilegien widersprach. Reventlow blieb trotzdem in den Herzogtümern. Die Tatsache, dass er ein Mitglied der Familie Rantzau heiratete und die Ehepartner seiner Kinder sind Anzeichen für eine schnelle gesellschaftliche Integration in der Region.

## Familie
Detlev Reventlow heiratete am 4. Oktober 1636 in Neuhaus Christine Rantzau (* 1618; † 2. Mai 1688). Sie war eine Tochter von Heinrich Rantzau (~ 1570–1620) und dessen Ehefrau Catharina, geborene Rantzau (1590–1655). In zweiter Ehe heiratete sie auf Pronstorf Wulf von Buchwaldt (1588–1637).
Detlev Reventlow und seine Frau hatten vier Töchter und acht Söhne. Dazu gehörten:
- Henning Reventlow (* 24. Juni 1640; † 30. Januar 1705). Er wirkte als Herr auf Hemmelmark, Glasau und Altenhof und übernahm als Amtmann mehrere königliche Ämter in den Herzogtümern. Er war der Großvater von Detlev von Reventlow.
- Conrad Graf zu Reventlow
- Detlev Reventlow
- Friedrich Reventlow (* 10. September 1649; † 29. Oktober 1728). Er war dänischer Offizier, von 1684 bis 1689 Amtmann von Husum, von 1704 bis 1725 Propst des Klosters von Uetersen und Verbitter des Klosters Itzehoe.
- Dorothea (* 22. Januar 1657; † 1. Juli 1697). Sie heiratete in erster Ehe den Gottorfer Geheimen Rat Hans Heinrich Freiherr Kielmann von Kielmannsegg (1636–1686). In zweiter Ehe heiratete sie auf Neuhaus den Geheimen Rat Cai Rantzau (1605–1704).